# Prefectura apostólica del Chocó
La prefectura apostólica del Chocó (en latín: Praefectura Apostolica de Chocó) fue una circunscripción eclesiástica de la Iglesia católica en Colombia. Se trataba de una prefectura apostólica latina, inmediatamente sujeta a la Santa Sede, suprimida el 17 de diciembre de 1952.

## Territorio y organización
La prefectura apostólica tenía 44 900 km² y extendía su jurisdicción sobre los fieles católicos de rito latino residentes en el departamento del Chocó.
La sede de la prefectura apostólica se encontraba en la ciudad de Quibdó, en donde su catedral era la actual Catedral de San Francisco de Asís de la diócesis de Quibdó.
En 1950 en la prefectura apostólica existían 6 parroquias. En 1916 eran 5: San Francisco de Asís, en Quibdó; San Pablo, en Istmina; parroquia de Tadó; parroquia del Carmen de Atrato y parroquia de Pueblo Rico.

## Historia
La prefectura apostólica del Chocó fue erigida el 28 de abril de 1908, tomando su territorio de la diócesis de Antioquia.
La obra de evangelización del territorio fue confiada a los misioneros claretianos.
El 5 de febrero de 1917 cedió el territorio de El Carmen de Atrato a la diócesis de Jericó mediante la bula Quod Catholicae Religionis del papa Benedicto XV.
El 14 de noviembre de 1952 mediante la bula Cum usu cotidiano del papa Pío XII cedió porciones de su territorio para la erección de los vicariatos apostólicos de Quibdó (hoy diócesis de Quibdó) e Istmina (hoy diócesis de Istmina-Tadó).
Un mes después, el 17 de diciembre de 1952, lo que quedaba del territorio de la prefectura apostólica fue dividido entre las nuevas diócesis de Armenia y Pereira y al mismo tiempo fue suprimida la prefectura apostólica, mediante la bula Leguntur saepissime del papa Pío XII.

## Estadísticas
Según el Anuario Pontificio 1951 la prefectura apostólica tenía a fines de 1950 un total de 100 000 fieles bautizados.
| Año                                                                             | Población            | Población | Población      | Sacerdotes | Sacerdotes    | Sacerdotes    | Bautizados por sacerdote | Diáconos permanentes | Religiosos | Religiosos | Parroquias |
| Año                                                                             | Bautizados católicos | Total     | % de católicos | Total      | Clero secular | Clero regular | Bautizados por sacerdote | Diáconos permanentes | Varones    | Mujeres    | Parroquias |
| ------------------------------------------------------------------------------- | -------------------- | --------- | -------------- | ---------- | ------------- | ------------- | ------------------------ | -------------------- | ---------- | ---------- | ---------- |
| 1950                                                                            | 100 000              | 100 200   | 99.8           | 17         | 16            | 1             | 5882                     |                      | 21         | 56         | 6          |
| Fuente: Catholic-Hierarchy, que a su vez toma los datos del Anuario Pontificio. |                      |           |                |            |               |               |                          |                      |            |            |            |

## Episcopologio
- P. Francisco Gutiérrez, C.M.F. † (1912-29 de abril de 1930 renunció)
- P. Francisco Sanz Pascual, C.M.F. † (27 de febrero de 1931-1952 falleció)